# Villaviciosa de Tajuña
Villaviciosa de Tajuña es una localidad española, pedanía del municipio de Brihuega, perteneciente a la provincia de Guadalajara, en la comunidad autónoma de Castilla-La Mancha. Está situada en la margen derecha del río Tajuña, en la comarca de La Alcarria.

## Historia
En la localidad está situado el abandonado monasterio jerónimo de San Blas, fundado por Alfonso VI de Castilla en 1072. Se conserva la puerta de entrada y parcialmente una torre.
El 10 de diciembre de 1710 tuvo lugar en sus cercanías la batalla de Villaviciosa entre las tropas hispano-francesas del rey Felipe V, dirigidas por el duque de Vendôme y las tropas aliadas del archiduque Carlos comandadas por Guido von Starhemberg.
Hacia mediados del siglo XIX, el lugar, por entonces con ayuntamiento propio, tenía contabilizada una población de 203 habitantes. La localidad aparece descrita en el decimosexto volumen del Diccionario geográfico-estadístico-histórico de España y sus posesiones de Ultramar de Pascual Madoz de la siguiente manera:

VILLAVICIOSA: v. con ayunt. en la prov. de Guadalajara (5 leg.) , part. jud. de Brihuega (1); aud. terr. de Madrid (15), c. g. de Castilla la Nueva, dióc. de Toledo (27). sit. en llano, sobre un cerrito con buena ventilacion y clima sano. Tiene 60 casas; la consistorial; un pósito con el fondo de 70 fan. de trigo; escuela de instruccion primaria; una fuente de abundantes y buenas aguas; un monast. que fue de Gerónimos; una igl. parr. (Sta. Cruz) servida por un cura y un sacristan. Confina el térm. con los de Yela y Brihuega; dentro de él se encuentran la ermita de la Soledad, los desp. de Civica, Covatillas y Palacios. El terreno es llano, pedregoso y de secano, á pesar de atravesarlo el Tajuña, con puente de madera, y un arroyo que desagua en aquel. caminos: los locales. correo: se recibe y despacha en Brihuega. prod.: cereales de buena clase y yerbas de pasto, con las que se mantiene ganado lanar, vacuno, mular y asnal; hay caza menor, y pesca de esquisitas truchas, barbos y cangrejos. pobl.: 41 vecinos, 203 alm. cap. prod.: 953,334 rs. imp.: 57,200. contr.: 3,488.
Arbitrariedades han atribuido el origen de esta v. al rey Alfonso VI de León, adornándolo con un bien ideado cuento. No se sabe cuál sea su origen por mas que se haya pretendido decir. Fue fort., y se concedió su señorio á la igl. de Toledo, cuyos arz. la han considerado como sitio de recreo. En el año 1710 adquirió gran celebridad su nombre, comunicándolo á una famosa victoria de Felipe V, ganada en ella. Aquel monarca mandó batir en su memoria una medalla, y se dio el nombre de Villaviciosa á un regimiento de dragones en 1734.
(Madoz, 1850, p. 303)

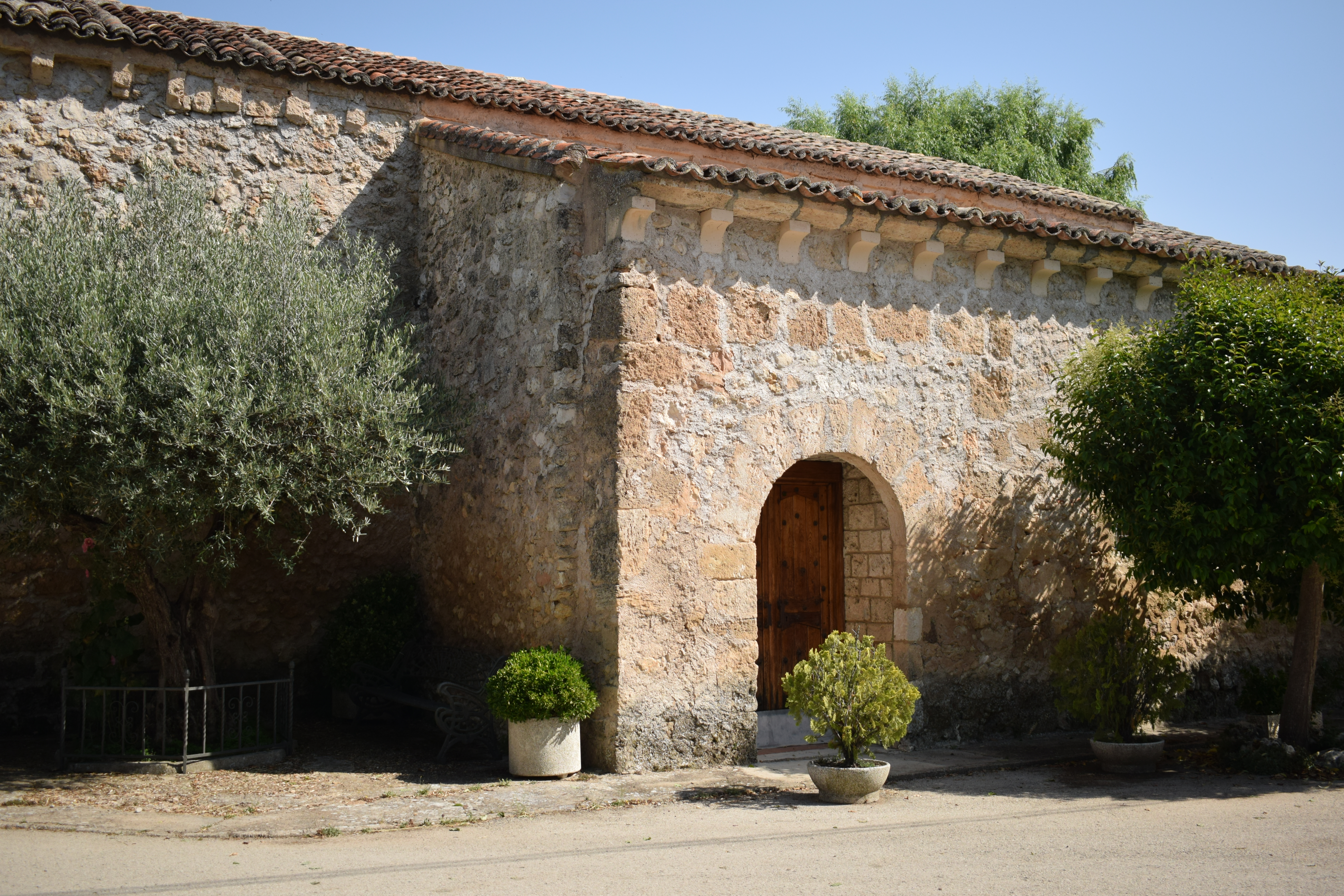
Lateral de la iglesia de la Santa Cruz

Hasta la reforma de la nomenclatura municipal de 1916 el municipio se llamaba simplemente Villaviciosa. En dicha fecha su nombre fue modificado por el de Villaviciosa de Tajuña. En 1970 el municipio de Villaviciosa de Tajuña desapareció, al ser incorporado junto con los de Archilla, Balconete, Castilmimbre, Fuentes de la Alcarria, Olmeda del Extremo, Pajares, Romancos, Tomellosa y Valdesaz al término municipal de Brihuega.

## Demografía
| Gráfica de evolución demográfica de Villaviciosa de Tajuña entre 1842 y 1960 |
| |
| Población de derecho según los censos de población del INE Población de hecho según los censos de población del INEEntre el censo de 1970 y el anterior, este municipio desaparece porque se integra en el municipio Brihuega |